# Merkaliña
Merkaliña es el nombre de una variedad cultivar de manzano (Malus domestica) Esta manzana está cultivada en la colección de la Estación Experimental Aula Dei (Zaragoza). Está cultivada en la colección del Banco de Germoplasma del manzano de la Universidad Pública de Navarra con el Nº BGM025, ejemplares procedentes de esquejes localizados en Bera localidad en la comarca de Cinco Villas, en la Merindad de Pamplona Navarra.

## Sinónimos
- "Manzana Merkaliña",[8][9]
- "Merkaliña Sagarra".[10][11]

## Características
El manzano de la variedad 'Merkaliña' tiene un vigor medio. El árbol tiene tamaño medio y porte erecto, con tendencia a ramificar media, con hábitos de fructificación en ramos cortos y largos; ramos con pubescencia muy fuerte; presencia de lenticelas muy escasas; grosor de los ramos medio; longitud de los entrenudos media.
Las flores son de un tamaño medio; con la disposición de los pétalos libres; color de la flor cerrada rosa claro, y el color de la flor abierta 
blanco; longitud estilo/estambres más largos; punto de soldadura del estilo lejos de la base; Época de floración tardía, con una duración de la floración media. Incompatibilidad de alelos S10 S?.
Las hojas tienen una longitud del limbo de tamaño medio, con color verde, pubescencia presente, con la superficie poco brillante. Forma del limbo es ovalado, forma del ápice achatado, forma de los dientes serrados, y la forma de la base del limbo redondeado. Plegamiento del limbo extendido, con porte erguido; estípulas filiformes; longitud del pecíolo medio.
La variedad de manzana 'Merkaliña' tiene un fruto de tamaño pequeño, de forma globosa aplastada; con color de fondo verde, con sobre color de importancia nula, color del sobre color ausente, y una sensibilidad al "russeting" (pardeamiento áspero superficial que presentan algunas variedades) ausente; con una elevación del pedúnculo no sobresale, grosor de pedúnculo fino, longitud del pedúnculo media, anchura de la cavidad peduncular media, profundidad cavidad pedúncular media, importancia del "russeting" en cavidad peduncular fuerte; anchura de la cavidad calicina media, profundidad de la cavidad calicina media, importancia del "russeting" en cavidad calicina débil; apertura de los lóbulos carpelares abiertos; apertura del ojo parcialmente abierto; color de la carne crema; acidez débil, azúcar alto, y firmeza de la carne media.
Época de maduración y recolección tardía. Se usa como manzana de elaboración de sidra, y como manzanas de reserva genética en repositorios.

## Susceptibilidades
- Oidio: ataque débil
- Moteado: ataque débil
- Fuego bacteriano: ataque medio
- Carpocapsa: ataque débil
- Pulgón verde: ataque medio
- Araña roja: ataque débil[5][14]